# 北吉見村
北吉見村（きたよしみむら）は、埼玉県比企郡にあった村。現在の吉見町北部にあたる。
1954年（昭和29年）に東吉見村・西吉見村・南吉見村と合併して吉見村となり消滅した。

## 地理
- 河川 - 荒川

### 隣接していた自治体
（括弧内は現在の自治体）
- 比企郡
  - 東吉見村（吉見町）
  - 西吉見村（吉見町）
  - 南吉見村（吉見町）
- 大里郡
  - 吉見村（熊谷市）
- 北足立郡
  - 吹上町（鴻巣市）
  - 小谷村（鴻巣市）
  - 田間宮村（鴻巣市）
  - 馬室村（鴻巣市）

## 歴史
- 1889年（明治22年）4月1日 - 町村制施行に伴い、横見郡地頭方村・中新井村・一ッ木村・上砂村・中曽根村・本沢村・上細谷村・小新井村・今泉村・明秋村・松崎村が合併し、北吉見村となる。
- 1896年（明治29年）3月29日 - 横見郡が廃止され、比企郡に編入される。
- 1954年（昭和29年）7月1日 - 東吉見村・西吉見村・南吉見村と合併し、比企郡吉見村となる。